# Даугірдай (Расейняйський район)
Даугірдай (Daugirdai) — хутір у Литві, Расейняйський район, Аріогальське староство, знаходиться за 7 км від села Аріогала. 1959 року в Даугірдаї проживало 15 людей, 2001-го — 2, 2011-го не проживав ніхто.

## Принагідно
- Daugirdai (Raseiniai) [Архівовано 17 листопада 2016 у Wayback Machine.]

| Литва | Це незавершена стаття з географії Литви. Ви можете допомогти проєкту, виправивши або дописавши її. |